# Jezioro Woszczelskie
Jezioro Woszczelskie – jezioro o powierzchni zwierciadła wody 172,6 ha, głębokości maksymalnej 10,6 m; głębokości średniej 3,4 m i objętości wód 5849,2 tys. m³. o powierzchni zlewni całkowitej 56,6 km². Leży na obszarze Pojezierza Ełckiego w dorzeczu rzeki Ełk.
Zachodnia część jeziora wyraźnie głębsza, wschodnia znacznie płytsza z dużymi połaciami dna pokrytymi łąkami podwodnymi tworzonymi głównie przez ramienice. W południowo-zachodniej części znajduje się Wyspa Łabędzia.
Jezioro typu leszczowego dzierżawione przez Gospodarstwo Rybackie Sp. z o.o. w Ełku.
Jezioro podatne na degradację, wpływa jego mała głębokość średnia, znikomy udział hypolimnionu w całej objętości, stosunek objętości wody do długości linii brzegowej i wysoki stosunek powierzchni dna czynnego do objętości epilimnionu.  Przy brzegu rozwinięta zabudowa rekreacyjna, nie stwierdzono punktowych źródeł zanieczyszczeń. W roku 1997 dopływy niosły wodę drugoklasowe, głównie o nieznacznie podwyższonym ChZT. Wody jeziora miały według różnych kryteriów od I do III klasy czystości, co dało ogólną ocenę II klasy.
W roku 2008 nastąpiło obniżenie poziomu wody. W klasyfikacji przyrodniczej jest jeziorem ramienicowym, co dało podstawy do objęcia go ochroną jako siedlisko przyrodnicze systemu Natura 2000. W 2009 r. powołano obszar mający znaczenie dla Wspólnoty (co jest wstępem do utworzenia specjalnego obszaru ochrony siedlisk) Jezioro Woszczelskie, którego niemal połowę zajmuje jezioro, a resztę okoliczne torfowiska, zarośla, lasy i łąki.
Nad jeziorem leżą wsie Woszczele i Małkinie.